# مقبرة بنتارغة

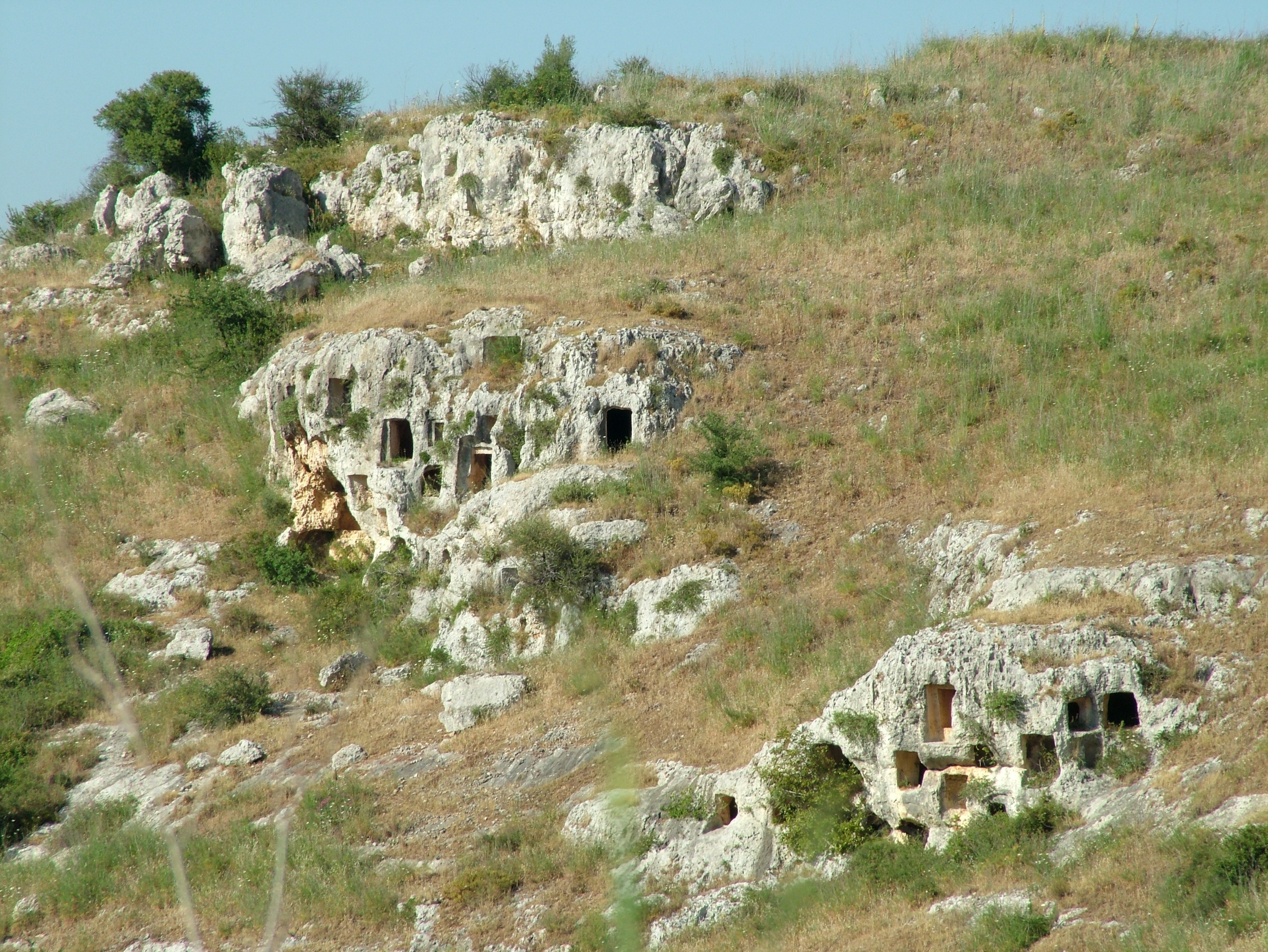
مقبرة بنتارغة

مقبرة بنتارغة أو (نقحرة: نكروبوليس بانتاليكا) هي مقبرة كبيرة في صقلية تحتوي نحو 5000 قبر يعود تاريخها إلى ما بين القرنين الثالث عشر والسابع قبل الميلاد. تقع بنتارغة في أودية نهري أنابو وكالشينارا بين بلدتي فيرلا وسورتينو جنوب شرق صقلية. بالإضافة إلى مدينة سيراكيوز، تدرج بنتارغة ضمن «سيراكوز ونكروبوليس بانتليكا الصخرية» على قائمة مواقع التراث العالمي لليونسكو.